# 二子玉川園

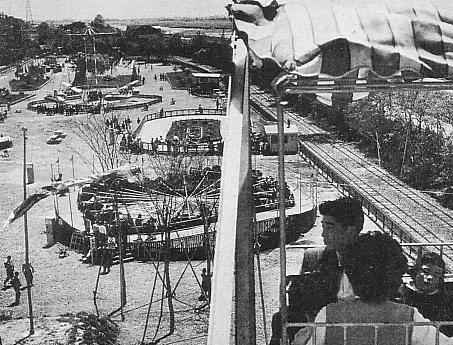
1950年代の二子玉川園

二子玉川園（ふたこたまがわえん）は、東京都の二子玉川（世田谷区玉川）にあった東急グループの遊園地である。現在の東急田園都市線・大井町線二子玉川駅東口から200メートルほど離れた位置にあった。

## 概要

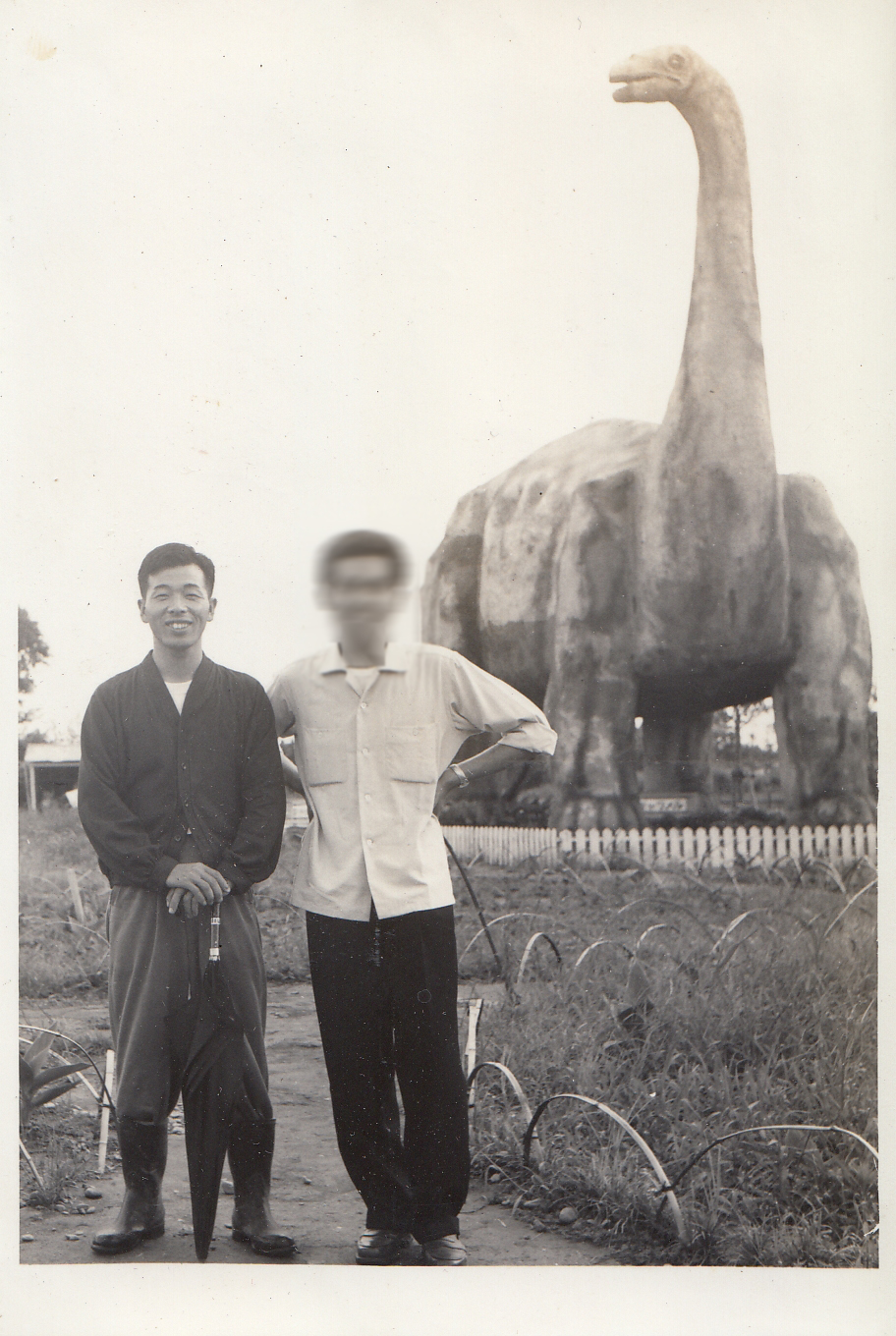
二子玉川園恐竜展 コンクリート製の草食恐竜像

1922年に玉川電気鉄道が開設した玉川第二遊園地が起源で、のち玉川電気鉄道を合併した東京横浜電鉄、東京急行電鉄による経営となったが、1985年に閉園した。その後、跡地は期間限定の複合施設二子玉川タイムスパークとして使われたが、現在は二子玉川東地区再開発により高層ビルの建ち並ぶ二子玉川ライズとなっている。
遊園地開設前は、玉川の瀬田河原と呼ばれた景勝地であった。遊園地は鉄道の利用者促進策として建設されたが、当時は他の鉄道会社も積極的に類似の施設を設置していた。
戦前には、パラシュート練習場や玉川プールなどがあった。戦時中は一時的に閉園していたが、パラシュート練習場が海軍空挺部隊や陸軍挺進連隊の訓練設備として使用され、当時経営に関わっていた読売新聞社に陸軍から感謝状が贈られている。戦後はフライングコースターなどの遊戯施設や映画館などを有した。また、原寸大のコンクリート製の草食恐竜像が存在した。
正面入口前にはバスロータリーがあり、目黒駅、多摩川園駅、横浜駅、砧本村（きぬたほんむら）バス停との間を結ぶ東急バスが発着した。このバスロータリーは二子玉川地区再開発に伴い、移転・閉鎖され現存しない。
昭和40年代初頭には、当時同じ世田谷区内にあった円谷プロ製作のウルトラシリーズのロケ地にも使われるようになったという。野外ステージでは「ウルトラマンショー」などが行われ、催事館には撮影グッズ展示などもあった。 
松任谷由実の1978年のアルバム『流線形'80』収録の楽曲「かんらん車」は、二子玉川園の観覧車を題材としたもので、歌詞には「川辺りの遊園地」として二子玉川園が歌われている。

## 年表

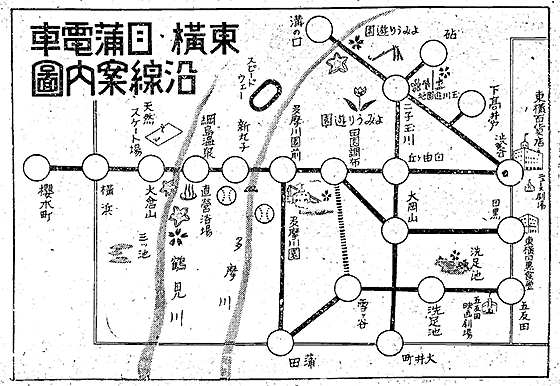
自社の路線案内図に「玉川遊園地」「よみうり遊園」として紹介された二子玉川園（右上。『東横・目蒲電車沿線案内図』1938年）。この当時は多摩川スピードウェイや綱島温泉浴場も東京横浜電鉄の直営であった。

- 1909年 - 玉川電気鉄道の手により、同社の集客施設として東京郊外の荏原郡玉川村大字瀬田に玉川遊園地を開設。浅草花屋敷に業務を委託。「玉川閣（ぎょくせんかく）」と名付けられた演芸娯楽施設があり、開業当初は遊戯施設が少ない代わりに大運動場があった。
- 1922年7月 - 多摩川沿いに玉川第二遊園地（玉川児童園）を開設。従来の遊園地は玉川第一遊園地（または瀬田遊園地）と呼ばれるようになる。
- 1925年6月 - 玉川第二遊園地に隣接して玉川プールを開場。
- 1927年 - 玉川プールに隣接してテニスコートを設置。
- 1929年 - 委託運営を取りやめ、玉川電気鉄道の直営となる。
- 1938年4月1日 - 玉川電気鉄道が東京横浜電鉄に合併される。
- 1939年3月10日 - 玉川第二遊園地は読売新聞と提携し「読売遊園」と改称。のちにパラシュート練習塔が設けられる（戦後、江ノ島に灯台として移築）。
- 1944年 - 戦時色が強まり、玉川第一遊園地を閉鎖。読売遊園も休業。東急社員向けの農場に転用される。
- 1954年3月27日 - 玉川第二遊園地が、東急不動産の手により「二子玉川園」として再開。
- 1955年4月1日 - 東京急行電鉄が経営を受託。
- 1956年4月20日 - 名物となるフライングコースターを設置（閉園時まで稼働）。最高時速62km、全長580mのフライングコースターは、当時、東洋一の規模[2]。
- 1957年9月30日 - 映画館「二子劇場」開館[3]。
- 1957年12月1日 - 五島ローズガーデンを開園。
- 1970年代 - 「二子劇場」が名画座「二子東急」としてリニューアル[3]。
- 1985年3月31日 - 閉園。跡地は二子玉川タイムスパークになる。
- 1991年1月15日 - 再開発事業の進捗により、映画館「二子東急」閉館[3]。

## アクセス
東急大井町線・東急田園都市線・東急新玉川線 二子玉川園駅下車（各名称は閉鎖当時のもの）。